# Khimik-SKA Navapolatsk
Le Khimik-SKA Navapolatsk est un club de hockey sur glace de Navapolatsk en Biélorussie. Il évolue dans l'Ekstraliga.

## Historique
- Le club est créé en 1993 sous le nom de Polimir Navapolatsk. En 2003, il est renommé Khimik Navapolatsk. La saison suivante, il prend le nom de Khimik-SKA Navapolatsk.

## Palmarès
- Vainqueur du Championnat de Biélorussie: 1996, 1997.

## Anciens joueurs
- Andreï Kostitsyne
- Sergueï Kostitsyne